# Hana Orgoníková
Hana Orgoníková (8. prosince 1946 Přibyslav – 5. června 2014 Hradec Králové) byla česká politička, v letech 1992 až 2013 trvale poslankyně České národní rady a Poslanecké sněmovny, zpočátku za Československou stranu socialistickou, respektive Liberálně sociální unii, pak za ČSSD.

## Biografie

### Vzdělání, profese a rodina
Po maturitě na SPŠ stavební v Havlíčkově Brodě vystudovala obor pozemní stavby na Stavební fakultě ČVUT. Po promoci pracovala jako samostatný projektant v n. p. Konstruktiva Praha, v letech 1973 – 1990 působila na MNV v Přibyslavi na stavebním úřadu, od roku 1989 jako jeho vedoucí.
Byla rozvedená, má dvě děti, Vladimíra a Lucii. Její dcera Lucie Orgoníková (*1976) byla tiskovou mluvčí ČSSD a vlády Jiřího Paroubka.

### Politická kariéra
V letech 1990 – 1994 byla členkou Československé strany socialistické, v roce 1993 se stala předsedkyní zemské organizace Čechy. Ve volbách v roce 1992 byla zvolena do ČNR, jako poslankyně za ČSS, respektive za koalici Liberálně sociální unie (LSU), do níž Československá strana socialistická přistoupila, (volební obvod Východočeský kraj). Zasedala ve výboru petičním, pro lidská práva a národnosti.
Od vzniku samostatné České republiky v lednu 1993 byla ČNR transformována na Poslaneckou sněmovnu Parlamentu České republiky. V ní zasedala v poslaneckém klubu LSU, od října 1994 byla členkou klubu ČSSD. Již v srpnu 1993 požádala o přerušení členství v Liberální straně národně sociální (LSNS – nástupkyně Československé strany socialistické). Nesouhlasila s podle ní příliš provládním postojem vedení LSNS. Kvůli odlišným názorům již krátce předtím předsednictvo ÚVV LSNS rozhodlo o pozastavení jejího členství. V říjnu 1993 se angažovala na setkání bývalých politiků ČSS, kteří nesouhlasili se směřováním LSNS. Nadále byla ale aktivní v Liberálně sociální unii coby střechové alianci z doby voleb v roce 1992. Zastávala funkci její místopředsedkyně a v roce 1994 jednala o možnosti integrace s dalšími opozičními stranami.
Mandát obhájila za ČSSD ve volbách v roce 1996, volbách v roce 1998, volbách v roce 2002, volbách v roce 2006 a volbách v roce 2010. Od roku 1996 do roku 2012 byla místopředsedkyní petičního výboru a v období let 1998-2000 a znovu 2003-2005 a 2006-2010 zastávala funkci místopředsedkyně sněmovního klubu ČSSD. Působila jako předsedkyně královéhradecké organizace ČSSD a členka předsednictva strany.
V komunálních volbách roku 2006 a komunálních volbách roku 2010 byla zvolena do zastupitelstva města Hradec Králové za ČSSD. Profesně se uváděla jako poslankyně a stavební inženýrka. V komunálních volbách roku 2010 vedla kandidátku ČSSD v Hradci Králové.
Ve volbách do Poslanecké sněmovny PČR v roce 2013 kandidovala v Královéhradeckém kraji jako lídryně ČSSD. Zvolena ale poprvé od roku 1992 nebyla, díky preferenčním hlasům ji předběhli Robin Böhnisch a Jan Birke. Přesto patřila spolu s Markem Bendou a Petrem Nečasem mezi tři nejdéle sloužící poslance v historii české poslanecké sněmovny.
Dne 5. června 2014 v Hradci Králové podlehla dlouhodobé nemoci.